# Margret Tönnesmann
Margret Tönnesmann, englische Schreibweise auch Tonnesmann, (* 20. Oktober 1924 in Düsseldorf; † 17. Februar 2014 in Bonn) war eine deutsche Psychotherapeutin und Autorin sowie Herausgeberin wissenschaftlicher Publikationen.

## Leben
Margret Tönnesmann studierte Medizin und promovierte 1958 an der Universität Kiel mit einer Dissertation zum Thema Persönlichkeitstheorien und ihre Anwendung auf den kranken Menschen. Sie praktizierte als Psychoanalytikerin in einer eigenen Praxis und war als beratende Psychotherapeutin am King’s College Hospital in London tätig. Sie ist Mitglied der International Psychoanalytical Association.

## Publikationen und Rezeption
Neben anderen Schriften gab sie 1958 zusammen mit René König das Sonderheft Probleme der Medizin-Soziologie der Kölner Zeitschrift für Soziologie und Sozialpsychologie heraus. Darin erschien ihre umfangreiche Zusammenstellung Einige Aspekte zur Entwicklung einer Medizinsoziologie und Sozialpsychologie in Deutschland. Fachwissenschaftlich gilt der Band als Anfang der Medizinsoziologie in Deutschland „als organisierter und teilinstitutionalisierter Begegnung zwischen Soziologie und Medizin“.

„Dieser Band ist auch heute noch lesenswert, weil er die Breite möglicher soziologischer Problemstellungen - von der Epidemiologie bis hin zur Gesundheitssystemforschung, von theoretischen Fragestellungen bis hin zu Methodenproblemen - widerspiegelt.“

Ihr Artikel Adoleszent re-enacting, trauma and reconstruction aus dem Jahr 1980 gehört zu den Schlüsselpublikationen im International Journal of Child Psychotherapy, dem offiziellen, wissenschaftlichen Journal der Vereinigung der Kinderpsychotherapeuten.
Unter dem Titel About children and children-no-longer gab sie 1989 die von ihr kommentierten, gesammelten Schriften der Psychoanalytikerin Paula Heimann aus den Jahren 1942 bis 1980 heraus, von denen einige bis dahin unveröffentlicht waren. In seinem Review des Bandes im International Journal of Psycho-Analysis gratulierte Robert L. Tyson Tönnesmann für ihre geschickte Zusammenführung von Person und Werk, durch die zugleich der persönliche und berufliche Entwicklungsprozess Heimans unterstrichen werde. Sharon Stekelman lobte in ihrer Rezension in The Psychoanalytic Quarterly die erhellenden Kommentare und einführenden Anmerkungen von Tönnesmann. Margret Tönnesman ist auch die Autorin des Artikels über Heiman im International Dictionary of Psychoanalysis.